# Priorij van Sint Petrus van Reus
De Priorij van Sint Petrus van Reus is een katholieke kerk in Reus in Spanje. De kerk is rond de 16e eeuw gebouwd in de Gotische stijl, door de architect Benet Otger. Ze is gewijd aan de apostel Petrus, de patroonheilige van Reus.